# Cimetière de la Treille
Le cimetière de la Treille est un cimetière situé dans le 11e arrondissement de Marseille, au pied du village de la Treille.

## Personnalités enterrées au cimetière de la Treille
Dans ce cimetière se trouvent la tombe de Marcel Pagnol, celle de sa famille, et celle de David Magnan (« Lili des Bellons » ), mort pour la France au front en 1918.

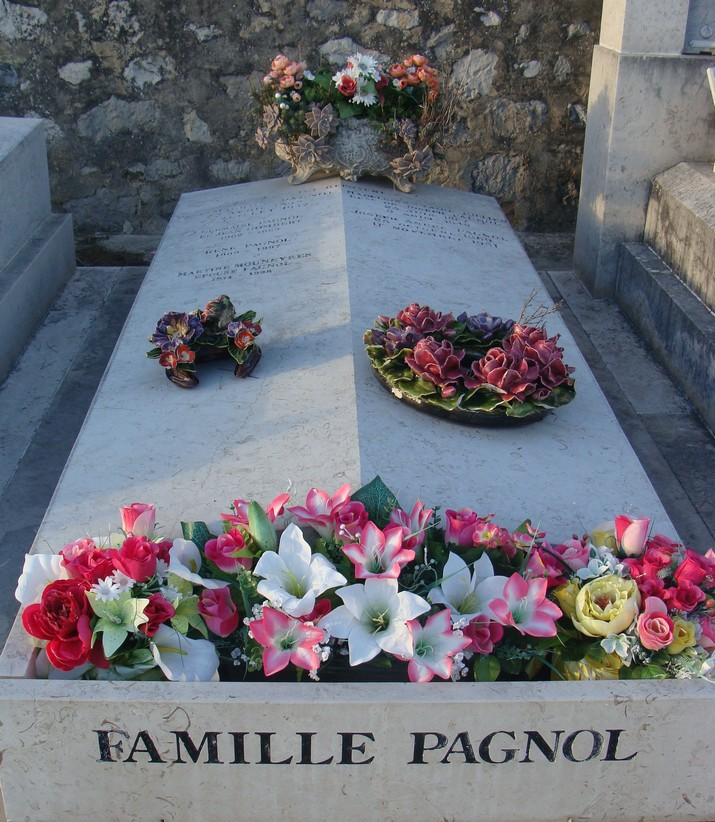
Tombe de la famille Pagnol.
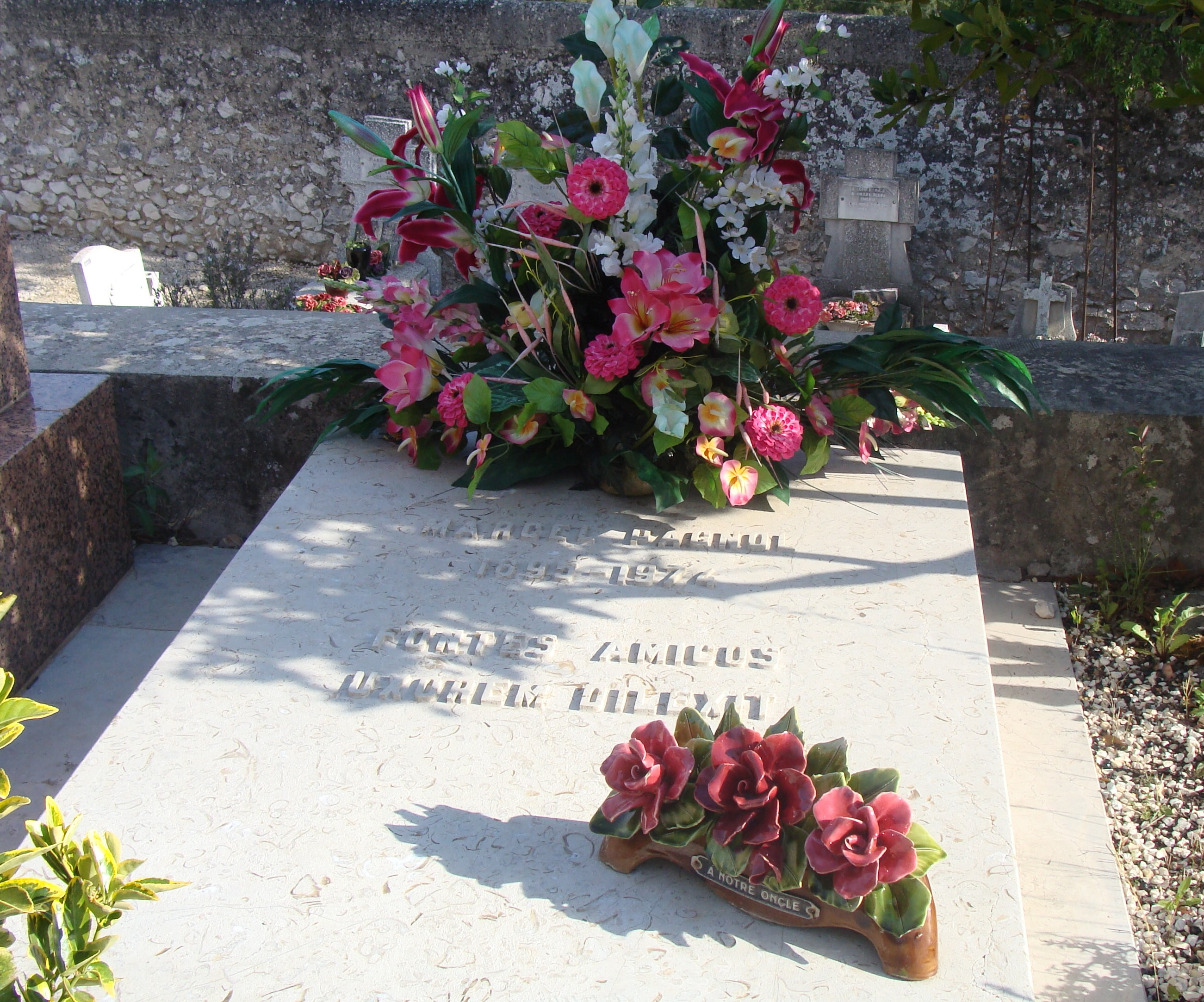
Tombe de Marcel Pagnol.